# Melanocera
Melanocera este un gen de molii din familia Saturniidae. 

## Specii
- Melanocera dargei Terral, 1991
- Melanocera menippe (Westwood, 1849)
- Melanocera nereis (Rothschild, 1898)
- Melanocera parva Rothschild, 1907
- Melanocera pinheyi Lemaire & Rougeot, 1974
- Melanocera pujoli Lemaire & Rougeot, 1974
- Melanocera sufferti (Weymer, 1896)
- Melanocera widenti Terral & Darge, 1991